# Rivungo
Rivungo – miasto w Angoli, w prowincji Cuando-Cubango.